# Xoel López
Xoel López (La Coruña, 12 de agosto de 1977), anteriormente conocido como Deluxe, es un músico de pop español. Sus dos primeros discos fueron en inglés, y a partir de ahí los siguientes fueron en español.

## Historia

### Sus inicios con Mushroom Pillow
La historia de Deluxe empieza el mayo de 2001 con la publicación del álbum titulado Not What You Had Thought bajo el sello discográfico Mushroom Pillow. 
El trabajo, que tuvo una buena acogida por parte de los medios de comunicación y la crítica musical española en general, presenta muchas influencias musicales, desde sonidos típicos de los sesenta hasta el britpop de los noventa.
Su primer sencillo I'll see you in London ocupó puestos elevados en las listas de ventas españolas, algo poco habitual por aquel entonces en el panorama indie español.
A lo largo de todo un año Deluxe ofreció 120 conciertos por toda la geografía española. También participó en numerosos festivales como Festimad, FIB, Sonorama, Contempopránea o Espárrago Rock, entre otros.
En septiembre de 2002 Xoel empieza a grabar su segundo álbum llamado If things were to go wrong. A diferencia del primer disco, en este aparecen dos temas en castellano: Bienvenido al final y Que no, este último tema fue considerado una de las 200 mejores canciones de pop-rock por la edición española de la revista Rolling Stone.
En octubre del 2003 se publica un pequeño álbum de 7 temas llamado We create, We destroy con temas inéditos que ocupó los puestos 4 y 5 de la lista de ventas de sencillos y EP más vendidos en España. Además, en marzo del 2004 se vuelve a editar su segundo disco en edición especial con temas extra, algunos, del primer álbum.
Deluxe sigue de gira hasta septiembre de 2004, entonces Xoel empieza a trabajar en el siguiente álbum además de resucitar su proyecto paralelo con Félix Arias, Lovely Luna.
En marzo de 2005 se publica su tercer álbum Los jóvenes mueren antes de tiempo también publicado por Mushroom Pillow íntegramente en castellano.
El mismo Xoel considera el tercer álbum a su salida como un disco puente necesario para un cambio que se reflejará en el siguiente disco.

### Su etapa con Virgin/EMI
A raíz de su colaboración con el Laboratorio Ñ surge la canción Colillas en el suelo que pasaría a ser el primer sencillo de su primer disco con Virgin/EMI llamado Fin de un viaje infinito publicado en 2007. 
Durante la gira de presentación se inició la llamada Canción del Mes. Esto consistía en poner una canción cada mes en las tiendas de distribución musical virtuales como iTunes. Todos estos temas luego serían publicados en 2008 dentro del disco Reconstrucción junto con un DVD de un directo en la Sala La Riviera.

### El final del proyecto

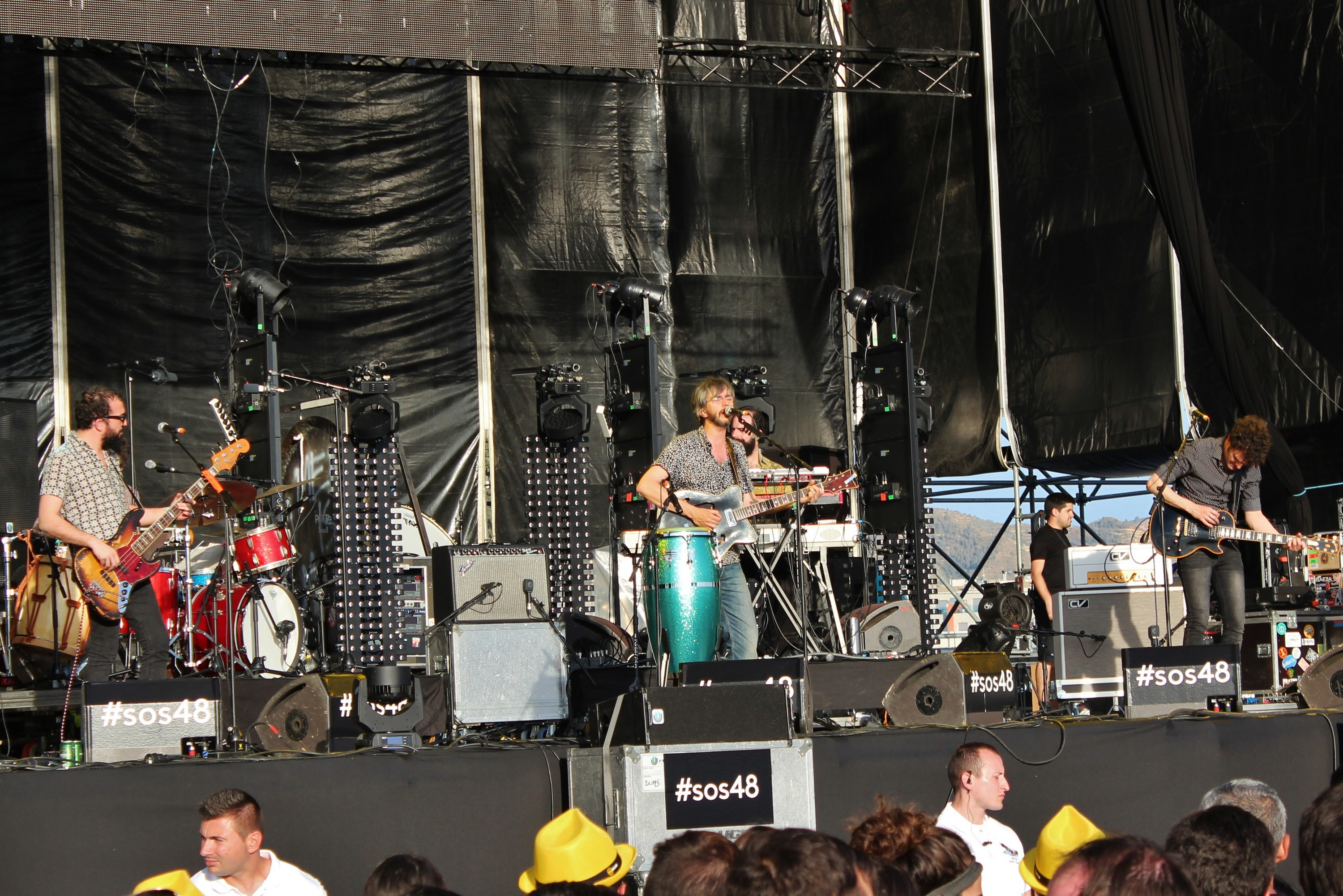
Xoel López, actuando en el Festival SOS 4.8 2015, en Murcia.

A finales de 2008 Xoel toma la decisión de dar por finalizado el proyecto al no estar de acuerdo con la deriva que estaba tomando el mismo y además decide marcharse a vivir a Argentina con el objeto de volver a componer sin presiones.

## Obras

### Álbumes

#### Como Deluxe (2001-2008)
| Álbum                              | Año  | Discográfica    | Posición en listas españolas | Detalles                                                                                               |
| ---------------------------------- | ---- | --------------- | ---------------------------- | --- |
| Not What You Had Thought           | 2001 | Mushroom Pillow | –                            | - 10 000 copias vendidas - Íntegro en inglés                                                           |
| If things were to go wrong         | 2003 | Mushroom Pillow | #67                          | - 20.000 copias vendidas - Incluye temas en castellano y portugués                                     |
| Los jóvenes mueren antes de tiempo | 2005 | Mushroom Pillow | #29                          | - ~30.000 copias vendidas - Íntegro en castellano - Mejor disco español según la revista Rolling Stone |
| Fin de un viaje infinito           | 2007 | Virgin/EMI      | #18                          | - Ventas mayores que los anteriores - Íntegro en castellano                                            |
| Reconstrucción                     | 2008 | Virgin/EMI      | #17                          | - Edición limitada a 7000 copias - Íntegro en castellano                                               |

#### Como Xoel López (2012- )
| Álbum                   | Año  | Discográfica | Posición en listas españolas | Detalles |
| ----------------------- | ---- | ------------ | ---------------------------- | --- |
| Atlántico               | 2012 | Esmerarte    | #14                          | - Premio al mejor álbum de autor en los V Premios de Música - 9 semanas en listas españolas, habiendo llegado la primera al número catorce |
| Paramales               | 2015 | Esmerarte    | #6                           | - Finalista al premio Mejor Disco Nacional de 2015, otorgado por la PAM - 10 semanas en listas, habiendo llegado la primera al número seis |
| Sueños y pan            | 2017 | Esmerarte    |                              | |
| Si mi rayo te alcanzara | 2020 | Esmerarte    |                              | |
| Caldo Espírito          | 2023 | Esmerarte    |                              | |

### Sencillos
De "Not What You Had Thought"
- I'll see you in London (2001, Mushroom Pillow)
- Looking through the hole (2001, Mushroom Pillow)

De "If things were to go wrong"
- Danke Schöen EP (2004, Mushroom Pillow)
- Que no (2004, Mushroom Pillow)

De "Fin de un viaje infinito"
- Colillas en el suelo (2007, Virgin/EMI)

### Colaboraciones
- B.S.O. de El juego de la verdad (2004, Mushroom Pillow).
- Una luz que nunca se apagará. Tributo a The Smiths, con una versión de There Is a Light That Never Goes Out (2005, El Diablo Discos).
- Turnedo (2011) junto a Iván Ferreiro.
- La vida no es un plan (2014) junto a Superlasciva, del disco Acerca de las Batallas necesarias.
- Invierno a la Vista (2019) junto a IZARO.
- El Paso (2019). Colaboró en la composición del sencillo El Paso de Sabela Ramil[19]
- La Espina de la flor en tu costado III con Galician Army